# Piz Pisoc
Piz Pisoc – szczyt w Sesvennagruppe, części Alp Retyckich. Leży we wschodniej Szwajcarii. Piz Pisoc znajduje się w centrum okazałej grupy górskiej znajdującej się między Val Plavna na zachodzie, a Val S-Charl na wschodzie oraz Val Minger na południu. Większość szczytów grupy ma ponad 3000 m wysokości. Oprócz najwyższego w grupie - Piz Pisoc są to m.in.: Piz Zuort (3119 m), Piz Clemgia (3042 m), Piz da la Crappa (3122 m), Piz Minger (3081 m) i Piz dals Cotschens (3057 m). Ściany wszystkich tych szczytów opadają bardzo stromo do okolicznych dolin. Cała grupa znajduje się na terenie parku narodowego.